# Camponotus punctulatus
Camponotus punctulatus är en myrart som beskrevs av Mayr 1868. Camponotus punctulatus ingår i släktet hästmyror, och familjen myror.

## Underarter
Arten delas in i följande underarter:
- C. p. andigenus
- C. p. brevibarbis
- C. p. chubutensis
- C. p. cruentus
- C. p. hispidus
- C. p. hybridus
- C. p. imberbis
- C. p. lillii
- C. p. lizeri
- C. p. minutior
- C. p. pergandei
- C. p. punctulatus
- C. p. tenuibarbis
- C. p. termitarius

## Bildgalleri

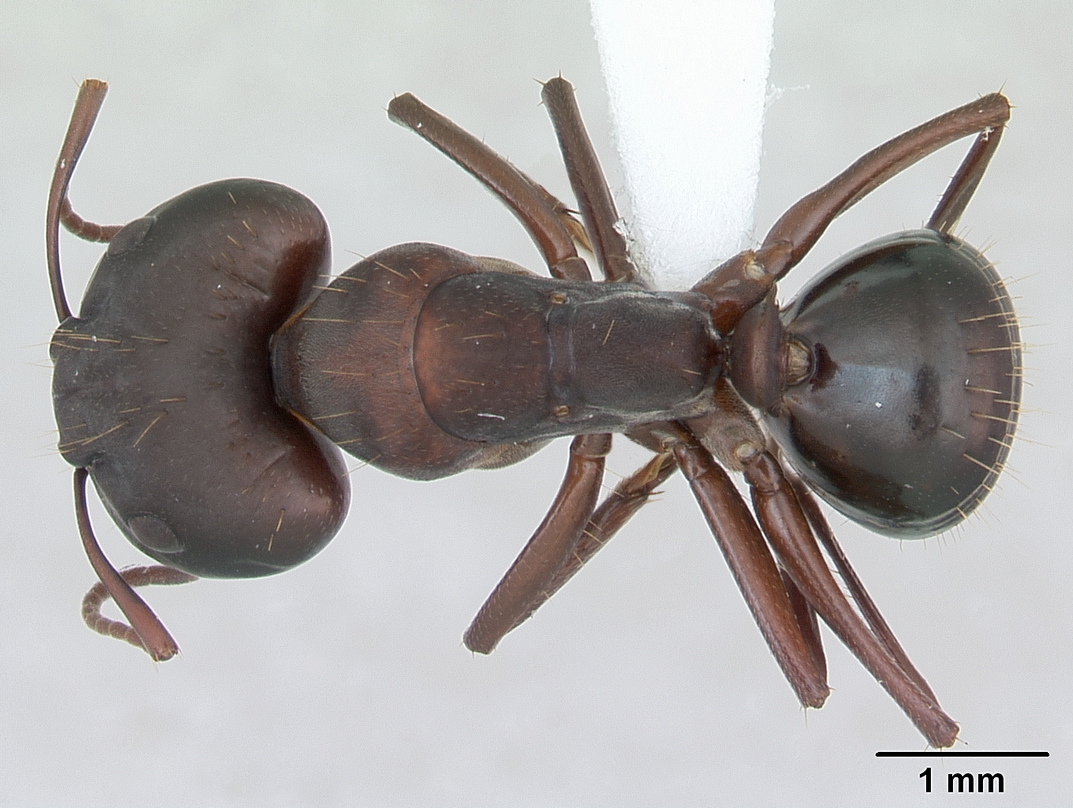
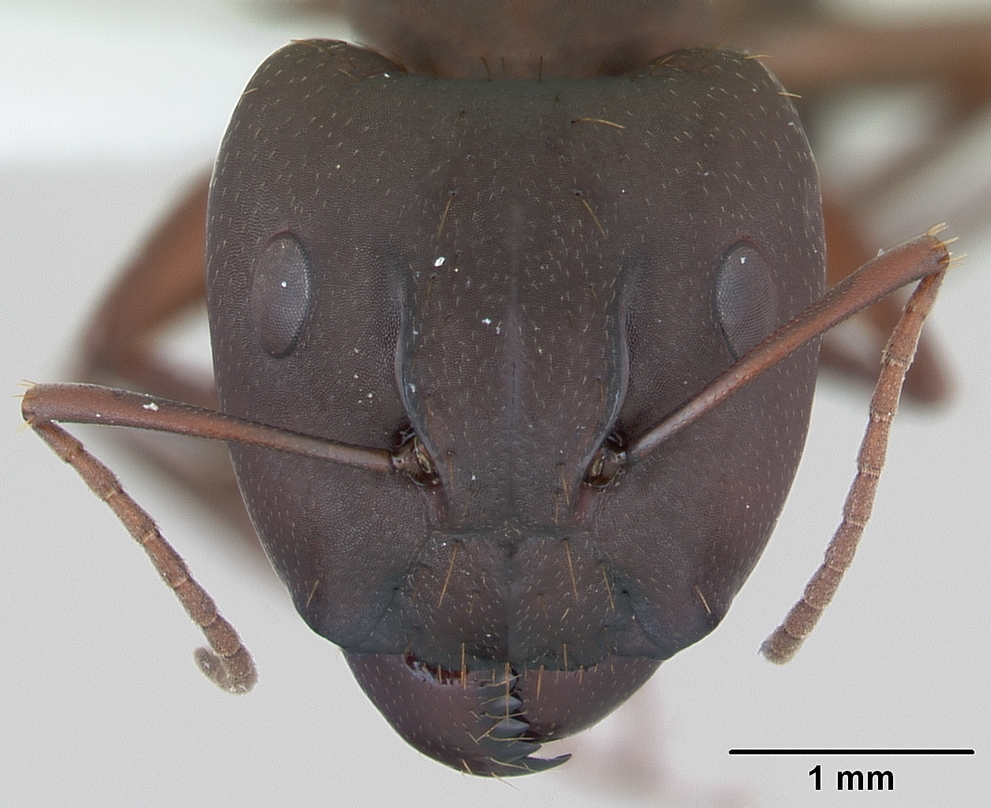
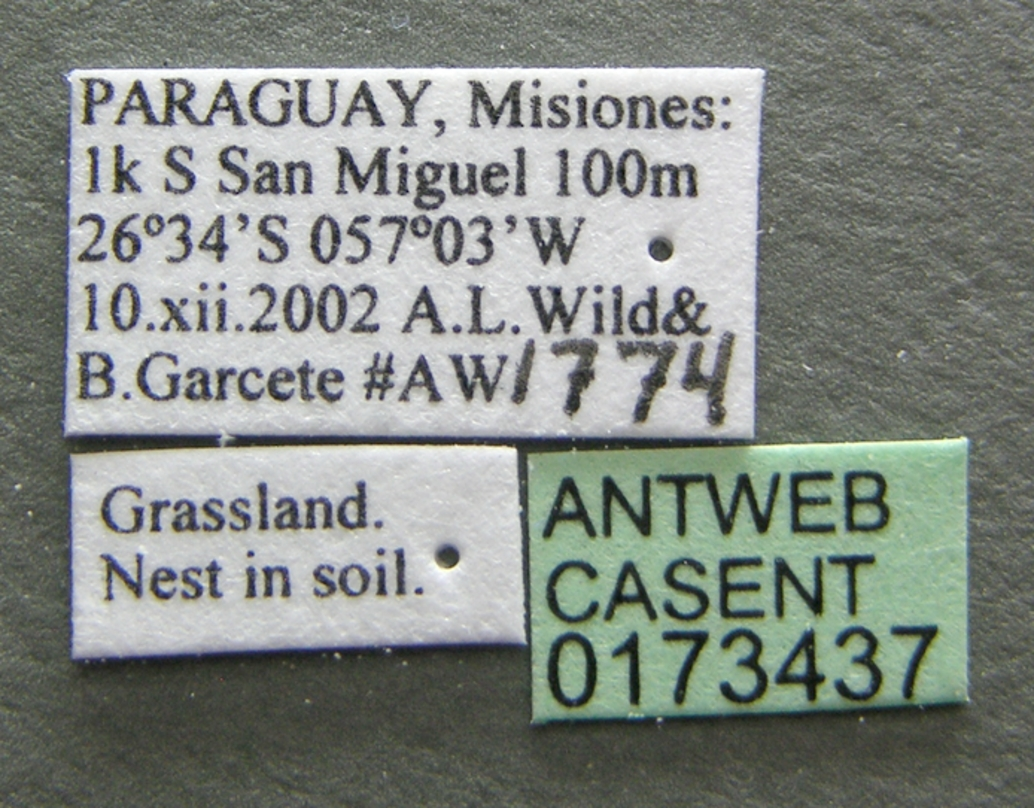
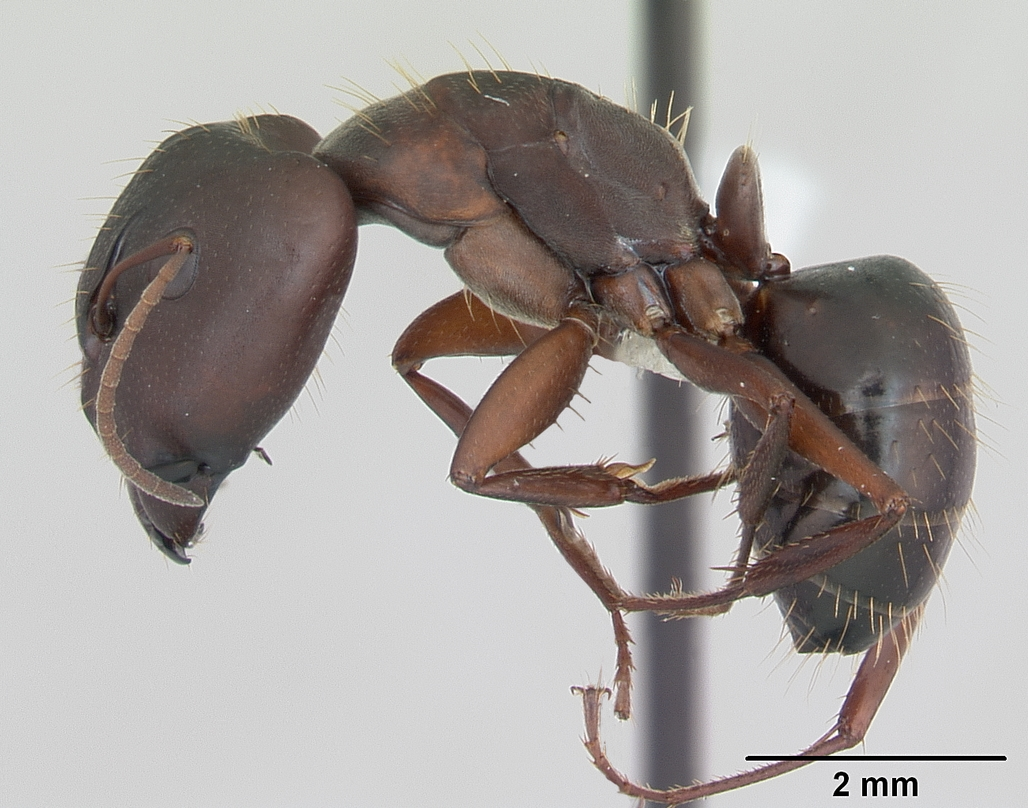
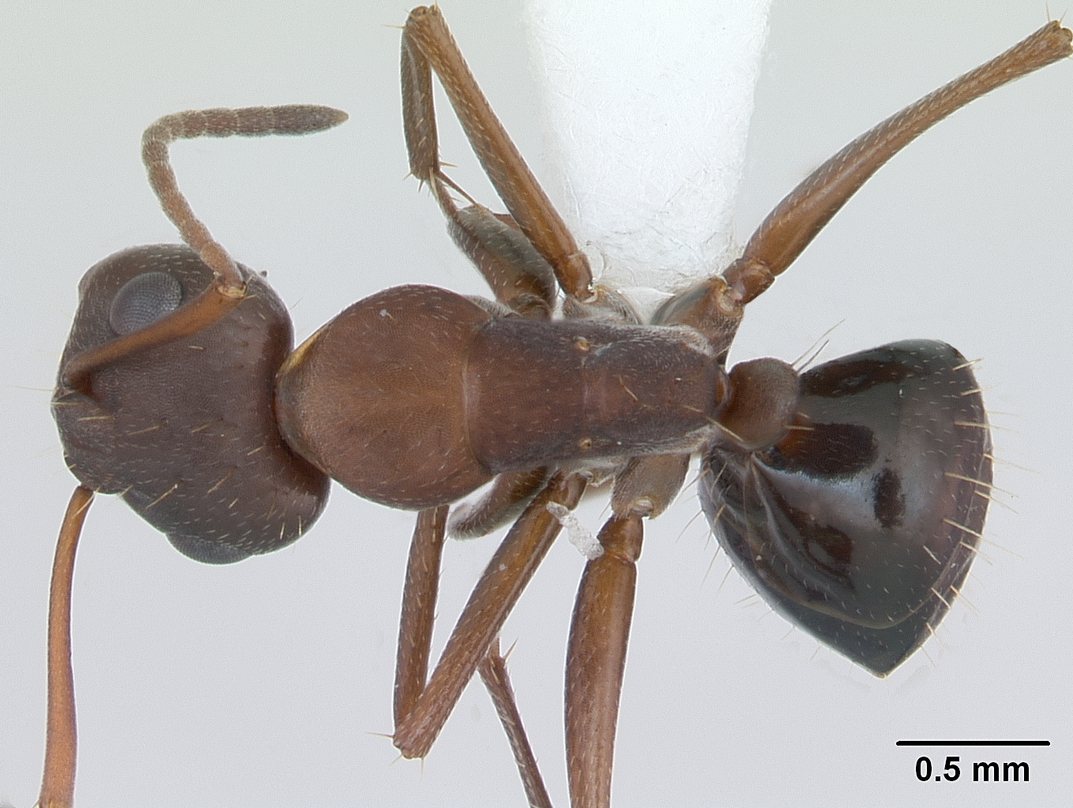
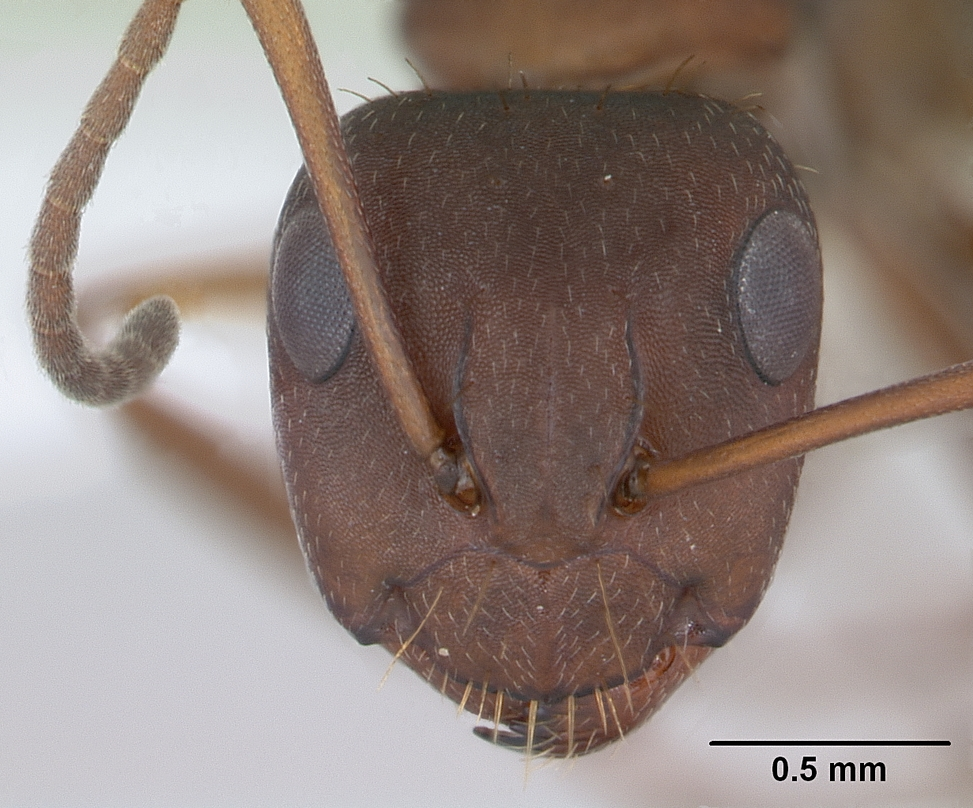